# In Your Honor
In Your Honor — пятый студийный альбом американской рок-группы Foo Fighters, выпущенный 14 июня 2005 года. Это второй по продаваемости в США альбом группы после The Colour and the Shape, выпущенного в 1997 году. Альбом состоит из двух дисков. Второй диск полностью состоит из акустических песен.
Альбом занял второе место в чарте Billboard 200.

## Список композиций

### Диск 1
1. «In Your Honor» — 3:50
2. «No Way Back» — 3:17
3. «Best of You» — 4:16
4. «DOA» — 4:12
5. «Hell» — 1:57
6. «The Last Song» — 3:19
7. «Free Me» — 4:39
8. «Resolve» — 4:49
9. «The Deepest Blues Are Black» — 3:58
10. «End Over End» — 5:56
11. «The Sign» (бонус трек некоторых изданий) — 4:01

### Диск 2
1. «Still» — 5:13
2. «What If I Do?» — 5:02
3. «Miracle» — 3:29
4. «Another Round» — 4:25
5. «Friend of a Friend»(Грол) — 3:13
6. «Over and Out» — 5:16
7. «On the Mend» — 4:31
8. «Virginia Moon» — 3:49
9. «Cold Day in the Sun» — 3:20
10. «Razor»(Грол) — 4:53